# Gépipar
A gépipar a modern gyártásokat megalapozó igen fontos iparág. Gyártmányai mindenütt megtalálhatók a modern termelő üzemekben, közlekedésben, energiaszolgáltatásban.

## Rendszerépítő iparág
A gépek ma már igen összetett rendszerek. Fokozatosan épültek össze a korábban egy-egy, majd egyre több műveletet egyesítő kezdeti szerszámokból, egyszerű gépekből. Ideális példa ezekre az autóipar esete. A korábbi szekérgyártás már több mesterséget egyesített s benne a kádár (kerékgyártó), a szíjjártó és a kovács mesterségbeli tudása ötvöződött. Ilyen korai műhely-egyesítések több falumúzeumban megtalálhatók Magyarországon is.
Magyarországon Széchenyi István és Kossuth Lajos idején a Reformkorban kezdődött tudatos gépiparfejlesztés. Széchenyi szervezte például az Óbudai Hajógyárat, vagy a máig üzemelő Hidépítő gyárat. A nagy mennyiségben termelt anyagok (vas és acél, üveg, kerámiák, építőanyagok, bányászat) iparágai kívánták legkorábban a gépipari fejlesztést.
A bányák víztelenítése szivattyúk gyártását igényelte. A gőzgép föltalálása után a gőzzel hajtott gépi rendszerek gyártása maga után vonta a kohászat és az acélból előállított nagygépek gyártását. A közlekedés szintén egyre nagyobb méretű gépek létrehozását kívánta (pl. MÁVAG). A mérettel együtt növekedett a gépipari szerkezetek komplexitása is.
A 19. század második fele az elektromos és a belső égésű motorokkal működő gépek fejlesztést hozta. A 20. században a mikroelektronika fokozta a gépi rendszerek összeépítettségét és komplexitását.

## Néhány fontosabb gépipari terület 2008-ban Magyarországon
- Csomagológép-gyártás
- Emelő-, anyagmozgatógép- gyártás
- Építőipari gépgyártás
- Faipari gépgyártás
- Gépgyártás, Kohászat
- Hegesztőberendezés-gyártás
- Hűtőgépgyártás
- Járműgyártás
- Mezőgazdasági gépgyártás
- Műanyagipari gépek gyártása
- Papíripari gépgyártás
- Szerszámgépgyártás
- Szivattyú-, kompresszorgyártás
- Textil, ruha, mosoda gépgyártás
- Üvegipari gépgyártás

## Külső hivatkozások
- Magyarországi gépipari áttekintés